# Score to a New Beginning
Albums de Fairyland
The Fall Of An Empire
Score to a new beginning est le troisième album studio du groupe de metal symphonique français Fairyland. Il s'agit d'un album-concept sur le monde imaginaire d'Osyrhia créé par Philippe Giordana et Willdric Lievin. Cet album est sorti le 30 avril 2009 et est édité par la maison de disques Napalm Records.

## Liste des chansons de l'album
1. Opening Credits - 1:28
2. Across The Endless Sea Part II - 5:17
3. Assault On The Shore - 5:08
4. Master Of The Waves - 6:08
5. A Soldier's Letter - 5:33
6. Godsent - 4:54
7. At The Gates Of Morken - 4:53
8. Rise Of The Giants - 4:19 (Instrumental)
9. Score To A New Beginning - 9:03
10. End Credits - 3:29

## Liste des artistes présents sur l'album
- Philippe Giordana : Claviers, Guitare Acoustique, Composition, Concept, Arrangements
- Marco Sandron (Pathosray) : Chant principal
- Georg Neuhauser (Serenity) : Chant secondaire sur les chansons 2, 3, 5, 9, 10
- Flora Spinelli (Kerion) : Chant principal sur la chanson 10
- Klaaire (Syrayde) : Chant secondaire sur les chansons 4,9
- Geraldine Gadaut (Benighted Soul) : Chant secondaire sur la chanson 7
- Jean-Gabriel Bocciarelli (Benighted Soul) : Chant secondaire sur la chanson 7
- Fabio D'Amore (Pathosray) : Basse, Chant secondaire, Solo de Guitare sur la chanson 6
- Willdric Lievin (Hamka) : Batterie, Chœurs
- Chris Menta (Razordog) : Guitare rythmique et Acoustique, Solos de Guitare sur la chanson 5
- Alessio Velliscig (Pathosray) : Solo de Guitare sur la chanson 2
- Alex Corona (Revoltons) : Solos de Guitare sur les chansons 3, 6, 9
- Olivier Lapauze (Heavenly) : Solo de Guitare sur la chanson 9
- Hugo Lefebvre (Anthropia) : Solo de Guitare sur la chanson 4
- Yann Mouhad (Anthropia) : Solo de Guitare sur la chanson 4
- Remy Carrayrou (Kerion) : Solo de Guitare sur la chanson 7
- Marc Rhulmann (Whyzdom) : Solo de Claviers sur la chanson 9

## Sources
- Page de Fairyland sur le site Intromental Management